# Crowea saligna
Crowea saligna är en vinruteväxtart som beskrevs av Gábor Gabriel Andreánszky. Crowea saligna ingår i släktet Crowea och familjen vinruteväxter. Inga underarter finns listade i Catalogue of Life.